# Dicranomyia tabashii
Dicranomyia tabashii là một loài ruồi trong họ Limoniidae. Chúng phân bố ở miền Cổ bắc.